# Hector Berlioz
Louis Hector Berlioz, francoski skladatelj, * 11. december 1803, La Côte-Saint-André (Isère), † 8. marec 1869, Pariz.

## Življenje
Njegov oče je bil občinski zdravnik v majhnem kraju med Lyonom in Grenoblom. Zaradi političnih razmer je moral, star šest let, že zapustiti šolo. V nadaljevanju ga je poučeval oče in sicer klasične predmete, flavto in kitaro. Mladi Berlioz je občudoval glasbo in kmalu začel komponirati kratke skladbe in priredbe.
Ko so ga pri 18. letih poslali v Pariz, je sprva po očetovi želji študiral medicino, vendar je zmagala ljubezen do glasbe. V prvih letih v Parizu se je z igranjem kitare tudi preživljal. Na konservatoriju je bil z znanjem obeh inštrumentov zavrnjen, pri direktorju Cherubiniju je zbudil prezir. Berlioz pa je s flavto in kitaro odkril bistvo romantike in očaral poslušalce. Sčasoma je nehal obiskovati univerzitetno predavalnico za anatomijo in hodil v pariško Opero. Dve leti kasneje je bil vendarle sprejet na Konzervatorij. Občudoval je literarna besedila Shakespeareja, Scotta in Byrona in se spopadal z njimi v glasbi. Čustvena in fantastična romantika je stala nasproti realizmu. Bayronu je posvetil simfonijo s solo violo. Leta 1822 je napisal kantato Arabski konj (Le cheval arabe), Goetheju je poslal Osem prizorov iz Fausta (Huit scénes de Faust), ki pa se ni odzval. Leta 1830 je sledila Fantastična simfonija.
Leta 1830 je za kantato Sardanapalova noč dobil rimsko nagrado in štipendijo s katero je udobno živel v Italiji. Italijanska glasba ga ni navdušila. Vrnil se je v Pariz in napisal več uvertur. Leta 1834 je med drugimi napisal simfonijo v štirih delih Harold v Italiji za orkester in solo violo, ki jo je naročil Paganini. Paganini mu je tudi sicer finančno pomagal. Kljub uspehom se je namreč težko preživljal, saj je moral vzdrževati dve družini.
Zaljubil se je v irsko igralko Harriet Smithson, ki ga je sprva zavrnila, kasneje pa popustila in se poročila z njim, imela sta dva otroka. Od nje se je ločil in živel s pevko Mario Recio.
Leta 1846 je napisal Faustovo pogubljenje, ki je bilo odlično sprejeto širom po Evropi, a mu tudi to ni pomagalo iz finančnih težav. Leta 1849 je napisal cerkveno trilogijo - oratorij Kristusovo otroštvo (L'Enfance du Christ). V tem času mu je umrl oče in prva žena. V oktobru se je poročil z Mario Recio. Leta 1864 je dobil priznanje Officier de la Légion d'honneur. V tem času je večina njegove družine in prijateljev umrlo, vključno z dvema sestrama. Bil je zelo osamljen.
Berlioz je veliko nastopal v tujini predvsem kot dirigent, vendar je v zadnjih letih svojega življenja skoraj utihnil. Po uspešni turneji po Evropi in Rusiji se je leta 1868 vrnil v Francijo in bil ponižan, saj ga niso sprejeli na Akademijo. Umrl je v Parizu.

## Delo
Med letoma 1830 in 1840 je Berlioz napisal svoja najbolj priljubljena in trajna dela. To so Fantastično simfonijo (1830), Harold v Italiji (1834), Grande Messe des morts (Requiem) (1837) in Roméo in Julija (1839).
Berlioz je napisal raznovrstna dela, in sicer: 5 simfonij, 11 opernih in dramskih uvertur, 2 oratorija in 3 opere (najbolj znani sta Benvenuto Cellini in Trojanci). Ustvarjal pa je tudi zborovske skladbe in samospeve. Pomembno je tudi njegovo teoretično delo Velika razprava o moderni instrumentaciji iz leta 1844. Sicer pa je bil poleg Franza Liszta mojster programske glasbe.
Hector Berlioz je deloval v obdobju romantike. Celotno obdobje romantike delimo na čas zgodnje, nove in pozne romantike. Berlioz je pisal v času nove romantike (na polovici 19.stoletja), ki je gojila predvsem programsko glasbo, za katero je značilno, da označuje glasbena dela, ki so nastala na osnovi izvenglasbene vsebine. To je lahko literatura, zgodovina, likovna umetnost, narava, včasih tudi skladateljeva domišljija. Glavna oblika te vrste glasbe je simfonična pesnitev.

### Fantastična simfonija
Berliozovo najpomembnejše delo je Fantastična simfonija (Symphonie phantastique). Nastala je leta 1829 in prvič izvajana leta 1830. Rodila se je iz Berliozove strasti do igralke Harriet, ki ga je najprej zavrnila. Simfonija ima priložen literarni program, ki sloni na avtobiografiji in fantaziji. Močno je poudaril barvitost orkestra in različne zvočne efekte dosegel z drzno kombinacijo instrumentov. S tem je nakazal pot k razvoju moderne glasbe.

## Asteroid 69288 Berlioz
Asteroid 69288 imenovan Hector Berlioz (tudi 1990 TW11) je asteroid glavnega pasu. Odkrili so ga 11. oktobra 1990, F. Borngen in LD Schmadel iz Tautenburga.

## Glasbeni primer
- Imate z zagonom datotek težave? Poskusite si pomagati s pomočjo za predstavnostno gradivo.